# 三尾呉石
三尾 呉石（みお ごせき、1885年〈明治18年〉5月10日 - 1952年〈昭和27年〉1月）は、東京府出身の日本画家。本名は秀太郎。浦和画家。

## 来歴
東京市日本橋本町に生まれる。戦前日本一の「虎の呉石」と称えられ、15歳の時に上野の院展の前身、日本美術協会に初めて出品した際、時の農商務大臣金子堅太郎にその画才を認められ、岐阜の動物書家、大橋翠石の元に送られ専心画道への精進いそしんだ後、翠石に師事して四条派を学ぶ（当時の日日新聞、都新聞の記事にて）。東京勧業博覧会に《猛虎》で三等賞杯受賞、文展に《寒風猛威》《村芝居》で入選、その後研鑽怠らず院展、文展、日本美術協会展出展に数回にわたり入選する。関東大震災に被災し、1923年（大正12年）には埼玉県浦和市に移住。浦和画家の一人として数えられるようになった。また、トラの研究のために満州、朝鮮に寒帯の勇虎を、インド、アラビア地方に熱帯の猛虎を数年間、写生行脚し帰国後も専ら虎専門に彩筆を振るう。日月会幹事、巽画会、浦和土曜会の会員。
先祖は近江滋賀にある三尾神社神主一族で、江戸時代初期に江戸に移り住む。二男二女。長男に日本画家正豊（日本橋本町生まれ）東京美術学校を首席で卒業後、横山大観に可愛がれ師事したが、結核で若くして亡くなる。長男の死は呉石をひどく落胆させた。次男に同じ日本画家・浦和画家の三尾彰藍（浅草阿倍川町生まれ、東京美術学卒）がいる。長女輝子（後春子、日本橋本町生まれ）の夫は医師井上一男、次女英子（浅草阿倍川町生まれ）の夫は文化勲章受章者津田恭介。

## 作品
- 「寒風猛威」
- 「村芝居」